# Distrikt Delsberg
Der Distrikt Delsberg (französisch District de Delémont) war eine Verwaltungseinheit der Ersten Französischen Republik. Er bestand auf dem Gebiet der heutigen Kantone Bern, Jura und Basel-Landschaft in der Schweiz. Hauptort war Delsberg (Delémont).
Ab dem 23. März 1793 war der Distrikt Teil des Départements Mont-Terrible, als der französische Nationalkonvent die vier Monate zuvor gegründete Raurakische Republik formell annektierte (diese wiederum war aus Territorien des früheren Fürstbistums Basel hervorgegangen). Der Distrikt Delsberg umfasste fünf Kantone:
- Kanton Delsberg
- Kanton Glovelier
- Kanton Laufen
- Kanton Reinach
- Kanton Vicques

Die Verfassung vom 5. Fructidor des Jahres III (22. April 1795) sah keine Distrikte als Verwaltungseinheit eines Départements mehr vor, sondern nur noch Kantone und Gemeinden. Das Gesetz vom 28. Pluviôse des Jahres VIII (17. Februar 1800) schuf Arrondissements als neue Verwaltungsebene. Der frühere Distrikt Delsberg wurde um weitere ehemals fürstbischöfliche Territorien erweitert, die erst 1797 und 1798 formell annektiert worden waren; daraus entstand das Arrondissement Delsberg im Département Haut-Rhin.